# جون غاردينر
جون غاردينر (بالإنجليزية: John Gardiner)‏ (2 أبريل 1958 بغلاسكو في المملكة المتحدة - ) هو لاعب كرة قدم بريطاني في مركز حراسة المرمى. لعب مع دندي يونايتد ونادي أبردين ونادي ماذرويل ونادي أردريونيانز ونادي مونتروز لكرة القدم وفورفار أثلتيك ‏ وHuntly F.C. ‏ ونادي بيترهيد ‏.

## وصلات خارجية
- جون غاردينر على موقع قاعدة بيانات كرة القدم.إي يو (الإنجليزية)